# Xã Wilkins, Quận Allegheny, Pennsylvania
Xã Wilkins (tiếng Anh: Wilkins Township) là một xã thuộc quận Allegheny, tiểu bang Pennsylvania, Hoa Kỳ. Năm 2010, dân số của xã này là 6.357 người.